# Кончарево
Кончарево (до 1949. Праћина) је насељено место града Јагодине у Поморавском округу. Према попису из 2022. има 1565 становника (према попису из 2011. било је 1640 становника).

## Историја
До Другог српског устанка Кончарево (тада Праћина) се налазило у саставу Османског царства. Након Другог српског устанка Кончарево улази у састав Кнежевине Србије и административно је припадало Јагодинској нахији и Темнићској кнежини све до 1834. године када је Србија подељена на сердарства.
Овде се налази црква Светог Јована Крститеља, задужбина Драгана Марковића Палме. Овде се налазе Запис Стојадиновића храст (Кончарево) и Запис Милић Станоја храст (Кончарево).

## Демографија
У насељу Кончарево живи 1304 пунолетна становника, а просечна старост становништва износи 40,3 година (39,9 код мушкараца и 40,7 код жена). У насељу има 507 домаћинстава, а просечан број чланова по домаћинству је 3,21.
Ово насеље је великим делом насељено Србима (према попису из 2002. године).
|  |

| Демографија | Демографија | Демографија |
| Година      | Становника  | Становника  |
| ----------- | ----------- | ----------- |
| 1948.       | 1.604       |             |
| 1953.       | 1.659       |             |
| 1961.       | 1.696       |             |
| 1971.       | 1.665       |             |
| 1981.       | 1.645       |             |
| 1991.       | 1.687       | 1.630       |
| 2002.       | 1.628       | 1.708       |
| 2011.       | 1.640       |             |
| 2022.       | 1.565       |             |

| Етнички састав према попису из 2002.‍ | Етнички састав према попису из 2002.‍ | Етнички састав према попису из 2002.‍ | Етнички састав према попису из 2002.‍ | Етнички састав према попису из 2002.‍ |
| ------------------------------------ | ------------------------------------ | ------------------------------------ | ------------------------------------ | ------------------------------------ |
|                                      |                                      |                                      |                                      |                                      |
| Срби                                 | Срби                                 |                                      | 1.618                                | 99,38%                               |
| Бугари                               | Бугари                               |                                      | 2                                    | 0,12%                                |
| Хрвати                               | Хрвати                               |                                      | 1                                    | 0,06%                                |
| Роми                                 | Роми                                 |                                      | 1                                    | 0,06%                                |
| Мађари                               | Мађари                               |                                      | 1                                    | 0,06%                                |
| Југословени                          | Југословени                          |                                      | 1                                    | 0,06%                                |
| непознато                            | непознато                            |                                      | 0                                    | 0,0%                                 |

| Кончарево у пописима Јагодинске нахије — од 1818. до 1829.                        |       |       |       |       |       |       |          |       |       |       |       |       |
| Година пописа                                                                     | 1818. | 1819. | 1820. | 1821. | 1822. | 1823. | 1824/25. | 1825. | 1826. | 1827. | 1828. | 1829. |
| Куће                                                                              | 78    | 83    | 83    | 84    | 82    | 82    | 84       | 84    | 88    | 90    | 87    | 87    |
| Пореске главе*                                                                    | -     | 112   | 86    | 90    | 95    | 96    | 95       | 96    | 95    | 96    | 94    | 95    |
| Арачке главе**                                                                    | 169   | 195   | 193   | 193   | 190   | 195   | 201      | 208   | 205   | 221   | 227   | 236   |
| *Пореске главе = Ожењени мушкарци \| ** Арачке главе = Мушкарци од 7 до 70 година |       |       |       |       |       |       |          |       |       |       |       |       |

| Година пописа     | 1948. | 1953. | 1961. | 1971. | 1981. | 1991. | 2002. |
| ----------------- | ----- | ----- | ----- | ----- | ----- | ----- | ----- |
| Број домаћинстава | 295   | 326   | 380   | 424   | 435   | 478   | 507   |

| Број чланова      | 1  | 2   | 3  | 4   | 5  | 6  | 7  | 8 | 9 | 10 и више | Просек |
| ----------------- | -- | --- | -- | --- | -- | -- | -- | - | - | --------- | ------ |
| Број домаћинстава | 87 | 127 | 79 | 101 | 57 | 40 | 13 | 0 | 0 | 3         | 3,21   |

| Пол    | Укупно | Неожењен/Неудата | Ожењен/Удата | Удовац/Удовица | Разведен/Разведена | Непознато |
| ------ | ------ | ---------------- | ------------ | -------------- | ------------------ | --------- |
| Мушки  | 689    | 185              | 438          | 39             | 22                 | 5         |
| Женски | 676    | 108              | 439          | 107            | 18                 | 4         |
| УКУПНО | 1.365  | 293              | 877          | 146            | 40                 | 9         |

| Пол    | Укупно                    | Пољопривреда, лов и шумарство | Рибарство                            | Вађење руде и камена | Прерађивачка индустрија       |
| ------ | ------------------------- | ----------------------------- | ------------------------------------ | -------------------- | ----------------------------- |
| Мушки  | 376                       | 57                            | 1                                    | 0                    | 179                           |
| Женски | 169                       | 45                            | 0                                    | 0                    | 53                            |
| УКУПНО | 545                       | 102                           | 1                                    | 0                    | 232                           |
| Пол    | Производња и снабдевање   | Грађевинарство                | Трговина                             | Хотели и ресторани   | Саобраћај, складиштење и везе |
| Мушки  | 6                         | 39                            | 46                                   | 4                    | 13                            |
| Женски | 1                         | 0                             | 23                                   | 9                    | 6                             |
| УКУПНО | 7                         | 39                            | 69                                   | 13                   | 19                            |
| Пол    | Финансијско посредовање   | Некретнине                    | Државна управа и одбрана             | Образовање           | Здравствени и социјални рад   |
| Мушки  | 0                         | 0                             | 7                                    | 2                    | 9                             |
| Женски | 1                         | 2                             | 1                                    | 10                   | 15                            |
| УКУПНО | 1                         | 2                             | 8                                    | 12                   | 24                            |
| Пол    | Остале услужне активности | Приватна домаћинства          | Екстериторијалне организације и тела | Непознато            | Непознато                     |
| Мушки  | 13                        | 0                             | 0                                    | 0                    | 0                             |
| Женски | 3                         | 0                             | 0                                    | 0                    | 0                             |
| УКУПНО | 16                        | 0                             | 0                                    | 0                    | 0                             |